# Columbia Museum of Art
Il Columbia Museum of Art è un museo di Columbia (Carolina del Sud), dotato di una ricca collezione d'arte europea e americana.
Le 25 gallerie del museo hanno sede in quello che è stato un centro commerciale. La collezione di arte rinascimentale e barocca è stata donata dalla Samuel Kress Foundation, con numerose opere di maestri italiani e francesi, tra cui una rara Natività a affresco di Sandro Botticelli, o la Senna a Giverny di Claude Monet. Tra i pezzi della collezione di arte applicata, che conta 3.000 manufatti soprattutto dei secoli XVIII, XIX e XX, spiccano i vetri di Louis Comfort Tiffany. Alcuni pezzi di arte cinese della dinastia Tang sono stati donati tramite la Turner Collection.